# Nyctemera latera
Nyctemera latera är en fjärilsart som beskrevs av Swinhoe 1917. Nyctemera latera ingår i släktet Nyctemera och familjen björnspinnare. Inga underarter finns listade i Catalogue of Life.